# Centallo
Centallo (piemontiul: Sental vagy Santal) település Olaszországban, Piemont régióban, Cuneo megyében. Lakosainak száma 6859 fő (2023. január 1.). Centallo Castelletto Stura, Cuneo, Fossano, Montanera, Tarantasca és Villafalletto községekkel határos.

## Népesség
A település lakossága az elmúlt években az alábbi módon változott:
| Lakosok száma | 6917 | 7002 | 6859 |
|               | 2017 | 2018 | 2023 |